# Hoplitis oreades
Hoplitis oreades är en biart som först beskrevs av Raymond Benoist 1934.  Hoplitis oreades ingår i släktet gnagbin, och familjen buksamlarbin. Inga underarter finns listade i Catalogue of Life.